# Traité Liévano–Lucio
Le traité Liévano–Lucio est signé le 23 août 1975 entre la Colombie et l'Équateur. 

## Description
Le traité Liévano–Lucio délimite la frontière maritime entre les deux pays dans l'océan Pacifique.